# CESC
Cesc Sansalvadó Carbonés (Barcelona, 17 de febrero de 1995), más conocido como CESC, es un músico y cantante español. A corta edad, comenzó a tocar el piano y, más tarde, también aprendió a tocar la guitarra. A los 22 años abandonó la docencia en la escuela de Educación Primaria (Cor De Maria, Figueras), y se trasladó a Barcelona para perseguir una carrera artística. Después de publicar un sencillo de forma independiente a principios de 2019, captó la atención del público de España.

## Biografía y carrera musical

### 1995 - 2018: primera etapa
CESC nació el 17 de febrero de 1995 en Barcelona, una ciudad Española en la comunidad autónoma de Cataluña, y creció entre Barcelona y La Armentera, una localidad en la provincia de Gerona en Cataluña, España. Tiene dos hermanas mayores llamadas Cristina y Clara, que estudiaron magisterio e ingeniería respectivamente. Cesc también tiene un hermano menor, que a pesar de que estudió ingeniería química, es el bajista de su formación musical. CESC es hijo de Marc, un ingeniero industrial y de Gemma, maestra de Educación Primaria. Por cuestiones personales, Gemma, dejó la docencia y centró toda su energía en criar y hacer crecer a sus 4 hijos. CESC recuerda que en su niñez escuchaba discos de Bruce Springsteen, Eric Clapton y Kings of Leon. Éstos, junto con otros artistas, le descubrieron el mundo de la música. A los cuatro años CESC comenzó a tocar el piano, y a los quince a tocar la guitarra. Con dieciséis años realizó sus primeras composiciones musicales mientras estudiaba en Jesús Maria Sant Gervasi en Barcelona.
En 2012, aún en la escuela, comenzó a defender en directo sus composiciones musicales. Cuando tenía diecisiete años formó su antigua banda L'Artista Convidat. A principios de 2016, CESC, sacó su primer álbum de estudio ("Benvolguda essència") con L'Artista Convidat. Junto sus compañeros Albert Codina, Victor Christodoulopoulos, Oriol Sansalvadó y Carles Bertolín llevaron a cabo varios conciertos en Cataluña. En el transcurso del año 2016, ya en la universidad de Blanquerna (Ramon Llull), CESC realizó sus últimos conciertos con su banda. Ese mismo año terminó su primera formación cuando 3 de los componentes decidieron alejarse del proyecto tras un concierto junto a Celtas Cortos en Rosas, Gerona, Cataluña. Después de ese golpe CESC terminó la carrera y se graduó en el año 2017. En octubre de 2017 CESC empezó a trabajar de maestro en la escuela Cor de Maria situada en Figueras, Gerona, Cataluña hasta marzo de 2018.

### 2018 - Actualidad: carrera artística
A principios de 2018, agobiado por la necesidad de volver a intentar hacer música, decidió volver a su ciudad natal para tocar en sus calles y en los vestíbulos del metro. Durante el 2018 CESC empezó a ganar notoriedad a través de Instagram y su base de fanes creció. Después de aparecer en el exitoso programa X Factor, CESC le dio un giro a su carrera musical y sacó su primer single y proyecto benéfico Búfalo. El vídeo de la actuación en directo de su single en Tele5 se volvió viral en la Internet. En enero de 2019 CESC sacó un sencillo llamado "All I Know" que mostró al público la linea que CESC quería tomar. Así pues, en junio de 2019 CESC lanzó su primer single oficial junto a Ramon Mirabet llamado "Towards the Sun". Ya en marzo de 2020 CESC lanzó una versión de "El Pozo" junto a IZAL y su single "Blind Eyes".

## Arte

### Influencias y voz
CESC cita a Mumford and Sons, Ed Sheeran, Bob Dylan, Bruce Springsteen, Kings of Leon, Lluis Llach y Cesk Freixas como sus más grandes influencias. Él comenta que después de asistir a un pequeño concierto de Cesk Freixas en Viladamat, se inspiró a realizar composiciones, por lo cual considera a Cesk Freixas una de sus "principales fuentes de inspiración". El artista dice amar a los álbumes Babel y Delta de Mumford and Sons, que en parte tomó como referencia para componer sus canciones. Afirma que le "encanta" "Into the Sun" de Sons of the East, y alega ser un aficionado a la música folk desde niño.

## Discografía
- "Benvolguda essència", (L'Artista Convidat) (2016)[13]
- Búfalo (2018)
- All I Know (2019)
- Towards the Sun (2019)[8]
- Blind Eyes (2020)[14][15]